# Olga Morozova
Olga Morozova (22 de fevereiro de 1949) é uma ex-tenista profissional soviética.

## Grand Slam finais

### Simples: 2 (0 títulos, 2 vices)
| Posição | Ano  | Campeonato    | Piso   | Oponente    | Placar   |
| ------- | ---- | ------------- | ------ | ----------- | -------- |
| Vice    | 1974 | Roland Garros | Saibro | Chris Evert | 6–1, 6–2 |
| Vice    | 1974 | Wimbledon     | Grama  | Chris Evert | 6–0, 6–4 |

### Duplas: 4 (1 título, 3 vices)
| Posição | Ano  | Campeonato          | Piso   | Parceira       | Oponentes                       | Placar        |
| ------- | ---- | ------------------- | ------ | -------------- | ------------------------------- | ------------- |
| Campeã  | 1974 | Roland Garros       | Saibro | Chris Evert    | Gail Chanfreau Katja Ebbinghaus | 6–4, 2–6, 6–1 |
| Vice    | 1975 | Aberto da Austrália | Grama  | Margaret Court | Evonne Goolagong Peggy Michel   | 7–6, 7–6      |
| Vice    | 1975 | Roland Garros       | Saibro | Julie Anthony  | Chris Evert Martina Navratilova | 6–3, 6–2      |
| Vice    | 1976 | US Open             | Saibro | Virginia Wade  | Delina Boshoff Ilana Kloss      | 6–1, 6–4      |

### Duplas Mistas: 2 (0 títulos, 2 vices)
| Posição | Ano  | Campeonato | Piso  | Parceiro       | Oponentes                    | Placar        |
| ------- | ---- | ---------- | ----- | -------------- | ---------------------------- | ------------- |
| Vice    | 1968 | Wimbledon  | Grama | Alex Metreveli | Margaret Court Ken Fletcher  | 6–1, 14–12    |
| Vice    | 1970 | Wimbledon  | Grama | Alex Metreveli | Rosemary Casals Ilie Năstase | 6–3, 4–6, 9–7 |